# Гутув-Малий
Гутув-Малий (пол. Gutów Mały) — село в Польщі, у гміні Грабиця Пйотрковського повіту Лодзинського воєводства.
Населення — 77 осіб (2011).

## Демографія
Демографічна структура станом на 31 березня 2011 року:
|          | Загалом | Допрацездатний вік | Працездатний вік | Постпрацездатний вік |
| -------- | ------- | ------------------ | ---------------- | -------------------- |
| Чоловіки | 36      | 10                 | 23               | 3                    |
| Жінки    | 41      | 8                  | 22               | 11                   |
| Разом    | 77      | 18                 | 45               | 14                   |